# .yt
.yt (Mayotte) é o código TLD (ccTLD) na Internet para a ilha Mayotte. Esse domínio de topo é gerenciado pela AFNIC (a mesma que faz os registros na França), mas os registros nesse código estão suspensos.